# Eleição geral em Granada em 2003
Uma eleição geral realizou-se em Granada em 27 de novembro 2003. O Novo Partido Nacional do governo do primeiro-ministro Keith Mitchell ganhou um terceiro mandato consecutivo com uma maioria reduzida; ele ganhou oito lugares, enquanto os restantes sete foram conquistados pelo Congresso Nacional Democrático (NDC).

## Resumo nacional
| Partidos                                               | Votos  | %    | +/-   | Assentos | +/- |
| ------------------------------------------------------ | ------ | ---- | ----- | -------- | --- |
| Novo Partido Nacional                                  | 22,566 | 48.0 | -14.2 | 8        | -7  |
| Congresso Nacional Democrático                         | 21,445 | 45.6 | +20.7 | 7        | +7  |
| Partido Trabalhista Unido de Granada                   |        | 3.2  |       | -        |     |
| Movimento Popular de Trabalho                          |        | 2.2  |       | -        |     |
| Total (afluência 57.4%)                                | 47,239 |      |       | 15       |     |
| Votos inválidos                                        | 249    |      |       |          |     |
| Total votos                                            | 47,488 |      |       |          |     |
| Eleitores inscritos                                    | 82,270 |      |       |          |     |
| Fonte: Adam Carr's Election Archive, IPU Parline e AFP |        |      |       |          |     |